# Powiat de Busko
Le powiat de Busko (en polonais : powiat buski) est un powiat appartenant à la voïvodie de Sainte-Croix dans le centre-sud de la Pologne.

## Division administrative
Le powiat de Busko-Zdrój comprend 8 communes.
- 1 commune urbaine-rurale : Busko-Zdrój ;
- 7 communes rurales : Gnojno, Nowy Korczyn, Pacanów, Solec-Zdrój, Stopnica, Tuczępy et Wiślica.